# Rayan Cherki
Mathis Rayan Cherki (* 17. August 2003 in Pusignan) ist ein französisch-algerischer Fußballspieler. Er ist offensiv variabel einsetzbar, steht bei Manchester City unter Vertrag und ist französischer Nationalspieler.

## Karriere

### Verein

#### Olympique Lyon
Cherki wurde in Frankreich geboren und ist algerischer Abstammung. 2010 wechselte er von der AS Saint-Priest in die Nachwuchsabteilung von Olympique Lyon. Im Alter von 15 Jahren begann er bereits, in der Championnat National 2 für die Reservemannschaft zu spielen. Zur Saison 2019/20 unterzeichnete Cherki seinen ersten Profivertrag bei Lyon, der bis Juni 2022 galt. Neben Einsätzen für die zweite Mannschaft war er auch weiter für die A-Junioren Lyons aktiv. Zwei Jahre hintereinander schaffte er es mit dem Team, in der UEFA Youth League bis ins Viertelfinale zu gelangen und war in der Spielzeit 2019/20 der erfolgreichste Torschütze seiner Mannschaft. Sowohl Trainer Sylvinho wie auch sein Nachfolger Rudi Garcia setzten den jungen Spieler ab Herbst 2019 auch in der ersten Herrenmannschaft ein, für die er in der Ligue 1, den beiden nationalen Pokalwettbewerben sowie in der Champions League debütierte. Cherki, der nach Willem Geubbels zum zweitjüngsten Spieler Lyons in der ersten französischen Liga wurde, war es dann auch, der beim 4:3 gegen den Ligakonkurrenten FC Nantes mit vier Torbeteiligungen dafür sorgte, dass Olympique das Achtelfinale des Coupe de France erreichte.
Mit 17 wurde der Offensivspieler fest in die erste Mannschaft integriert und kam nur noch einmal für die Reserve zum Einsatz. Neben Spielpraxis in der ersten Liga spielte Cherki auch wieder im französischen Landespokal für Lyon und bewies hier erneut seine Wichtigkeit. Als der FC Sochaux in der 4. Runde besiegt wurde, schoss Cherki zwei Tore und bereitete ein weiteres vor. In der Endphase der Ligasaison war er ebenfalls an mehreren Treffern direkt beteiligt und wurde mit seiner Mannschaft Vierter. Nachdem er mit Olympique eine Saison lang nicht im Europapokal vertreten gewesen war, nahm er mit dem Verein in der Spielzeit 2021/22 wieder an selbigem Teil und trat in der Europa League an. Mit zwei Toren und drei Assists hatte Cherki einen entscheidenden Anteil am Erreichen des Achtelfinales als Gruppensieger mit fünf gewonnenen Spielen und einem Remis. Ein im Februar 2022 erlittener Mittelfußbruch sorgte jedoch dafür, dass der mittlerweile 18-Jährige den Rest der Saison verpasste. Ohne ihn schied Lyon im Viertelfinale der Europa League aus und schaffte auch in der Liga keine erneute Qualifikation für einen europäischen Vereinswettbewerb. Nach seiner Genesung blieb Cherki in der Saison 2022/23 verletzungsfrei und verpasste nur vier Pflichtspiele. In der Rückrunde erkämpfte er sich einen Stammplatz im offensiven Mittelfeld, wurde aber auch manches Mal auf den linken Flügel verschoben. Die Spielzeit 2023/24 begann schlecht für Spieler und Verein und Olympique Lyon blieb an den ersten zehn Spieltagen sieglos. Im Rückrundenverlauf konnte sich das Team aber zusehends stabilisieren und wurde sogar noch Sechster, was die Rückkehr in die Europa League zur nächsten Saison bedeutete. Im nationalen Pokal war es unter anderem Cherki zu verdanken, dass man bis ins Endspiel gegen Paris Saint-Germain gelangte. So war er an beiden Toren gegen den OSC Lille im Achtelfinale beteiligt und bereitete auch Jake O’Briens Anschlusstreffer (Endstand 1:2) im Finale gegen PSG vor.

#### Manchester City
Am 10. Juni 2025 wurde Cherkis Wechsel zu Manchester City bekannt. Er unterzeichnete einen Vertrag bis 2030 und ist bereits für die FIFA-Klub-Weltmeisterschaft 2025 für City spielberechtigt. Nach Medienberichten liegt die Ablösesumme bei ca. 40 Millionen Euro.

### Nationalmannschaft
Cherki ist französischer Nachwuchsnationalspieler. In seiner Jugend bestritt er im September 2018 zwei Spiele mit der U16-Nationalmannschaft. Drei Jahre später absolvierte er im September 2021 zunächst drei Länderspiele mit der U19-Auswahl, in denen ihm zwei Tore gelangen. Einen Monat später rückte er in die französische U21-Nationalmannschaft auf, der er seitdem angehört. Mit dem Team nahm er an der U21-Europameisterschaft 2023 teil, bei der Frankreich im Viertelfinale ausschied.
Trainer Thierry Henry nominierte Anfang Juli 2024 neben Lyons Stürmer und Kapitän Alexandre Lacazette auch Cherki für den Kader, der am Fußballturnier der Olympischen Spiele in Paris teilnahm. Frankreich gewann nach einer Niederlage im Endspiel gegen Spanien Silber, wobei Cherki in drei Partien eingesetzt wurde.
Im Halbfinale der UEFA Nations League 2024/25 gegen Spanien kam Cherki am 5. Juni 2025 zu seinem ersten A-Länderspiel. Er erzielte bei seinem Debüt ein Tor und gab eine Vorlage; Frankreich schied gleichwohl aus.